# 長沼健
長沼 健（ながぬま けん、1930年9月5日 - 2008年6月2日）は、広島県広島市中区袋町出身の元サッカー選手・日本代表選手、元日本代表監督である。1994年より第8代日本サッカー協会会長を4年務め、その後同協会最高顧問のほか日本フットサル連盟名誉会長、日本ハンディキャップサッカー連盟会長、日本体育協会副会長、埼玉スタジアム2002場長。

## 経歴

### 若年時代
生年の1930年はW杯の第1回大会が開催された年でもあった。
実家は広島の老舗電気工事業・長沼電業社。祖父の長沼鷺蔵は賀茂郡御園宇村（現・東広島市）出身の広島藩士で、戊辰戦争の際に結成された「神機隊」の参謀。明治維新後、廣島県警察部に奉職し刑事係を務めた後、数々の事業を起こしその一つが長沼電業社であり、のち広島有数の実業家となり、広島市議会議員などの要職を務めた。父親、実兄もサッカー選手。広島は野球が非常に盛んな地域であるが、進学した旧制広島高等師範学校附属小学校（現・広島大学附属小学校）には野球班（部）がなく、小学校時から自然にサッカーを始めた。
1945年15歳の夏、原爆投下の日には広島市内中心部にあった学校での防空当番が前夜にあり、当日7時までいて、その後8キロ西北の疎開先、現在広島ビッグアーチがある付近・沼田（現・安佐南区沼田）まで自転車で帰る途中、家に着く直前被爆した。ちょうど山蔭に入ったところで一命をとりとめた。30分帰りが遅かったら直下だった。1週間後、帰ってこない村人の捜索のため市内に入り地獄絵を見る。「あんなにたくさんの死体をいっぺんに見た人は世界にもそんなにいないと思いますよ。それも誰が誰だか分からないんだから」と話していた。多くの知人・級友を亡くし、自らも亡くなるまで白血球過多で苦しんでいた。被爆者手帳を持っていた。後年、海外遠征すると「お前のネイティブタウンはどこだ」と聞かれ「広島です」と答えると、みんな原爆のことは知っていて、「お前は何で生きてるんだ」と驚かれた。外国では広島市民は全員死んだという認識であった。長沼や古川能章たちが原爆で死んでいたら、日本サッカーの戦後の歴史は大きく変わっていたといわれる。

### 学生時代
終戦後、焼け野原となった町でグラウンドの整地、食糧調達、器材の作製などを自分達で行い、1個だけのボールを縫いながらサッカーに打ち込みボールを追った。戦争で中断されていた全国中等学校選手権（現・全国高等学校サッカー選手権大会）が1947年に復活。長沼は旧制広島高等師範学校附属中学（現・広島大学附属高校）のエースFWとしてチームを戦後初の優勝に導いた。チームは相手の虚を突くパスワークに抜群の冴えを見せ、ボールを両足で自由に蹴れるのはこのチームだけだったと言われている。
特にFWの3人、のち“アジアの黒豹”と謳われた木村現、樽谷恵三、長沼の速攻は当時の学生レベルでは止められなかった。5-0、4-0、5-0、7-1と4試合で21得点を叩き出し、得失点差は+20。決勝戦7-1のスコアは、戦後最多得点、及び大会最多得点差記録として現在も残る。同チームの右ハーフバック（HB）だったのがヤンマーディーゼルサッカー部（現・セレッソ大阪）創設者・古川能章。この大会の初戦で、のち長らく盟友となる東京都立五中学（現・都立小石川高校）の岡野俊一郎と対戦している。翌1948年、国体でも優勝。
1949年、長沼ら新制広島高等師範学校附属高校のメンバー8人が卒業後関西学院大学入りし1950～1952年、関西学生リーグ3連覇、1950年大学王座、関学の黄金時代を築いた。関学への進学は親戚の手島志郎のアドバイスによるもの。1950年は、長沼ら現役大学生メンバーと鴇田正憲らOBを加えた全関学が全日本サッカー選手権大会（天皇杯の前身）で慶應義塾大学を6-1で降して優勝。
1953年、関西学院大学を卒業するとさらに大学でサッカーを続けるためと、電気関係の家業を将来継ぐためもあり、関東学生リーグで前年2位であった中央大学の3年（学部は当時の工学部）に編入。4年次には主将を務め100人の部員を統率し、全日本大学サッカー選手権大会2年連続準優勝に導いた。
中央大学時代の1953年には西ドイツ・ドルトムントで開催された第3回国際学生週間（ユニバーシアードの前身）に初めて日本学生代表として岡野、平木隆三ら17名と参加、約2ヶ月にわたってヨーロッパを転戦した。これは竹腰重丸技術委員長の提唱で、日本サッカーの復興のため若い人の視野を広げて将来に役立ててもらおうと企図されたもので試合、ホームステイの他、オペラ、美術館などを見てまわった。しかし当時の蹴球協会には金はなく参加費用は自腹（個人負担+出身校や都道府県協会の募金）だった。この頃ドイツの街もまだ戦禍が生々しかったが、あちこちに見事な芝があった。日本には神戸と横浜の外国人クラブにしか芝のグラウンドは無かった。
1954年には、日本が初めてワールドカップ地区予選に参加した第5回スイスW杯予選の日本代表(当時の名称は全日本)に選出される。3月7日、スイスW杯予選グループ13初戦の雪の神宮競技場（現・国立競技場）の対韓国戦で記念すべきW杯予選における日本代表の第1号ゴールを決める。この試合は日韓宿命の対決、サッカー日韓戦の第1戦、第1号ゴールでもあった。この頃日本サッカーの目標はオリンピックであり、長沼はワールドカップとは何かよく分からずやっていたと言う。この頃の日本サッカーはそのような時代であった。『東京タイムズ』1969年2月11日付けの記事にワールドカップを「オリンピックより数段上のプロ・アマ合同の世界選手権」と説明している。

### 古河電工へ
中央大学卒業後の1955年、家業が古河電工の製品を東洋工業（現マツダ）や中国電力に納める仕事をしていた縁故もあり、当時関東実業団リーグ2部に転落していた古河電工（現ジェフユナイテッド市原・千葉）へ入団。当時の古河電工サッカー部は、創部10年を経てはいたものの、アイスホッケーの選手も混じる同好会レベルのチーム。本格的なサッカー選手は長沼ら数人だけだった。この頃、社会人スポーツはまだ熱気がなく「スポーツは学生まで」という考えが日本では主流だった。古河は他の企業よりもスポーツに関して理解が深く、「社員の志気を高めるために」と社長が号令をかけて、バレーボール部とサッカー部に力を入れることになり、サッカー部の強化を一任されたのが長沼だった。「スポーツは学生まで」という考えを改めなくてはいけないと、毎年毎年、いい選手を獲ってくれと会社に要請した。社業が第一、毎日5時まで仕事をして練習となるが、自前のグラウンドはなく、ボールは蹴らず、皇居の周りを何周も走るだけ。二重橋前の手入れの行き届いた芝生公園を見ながら「あそこで蹴れたら気持ちがいいだろうな」と思いながら走った。ボールを蹴るのは週末のみ、毎回違う郊外のグラウンドを借りてボールを蹴った。ここでもエースフォワードとして活躍し、すぐに関東実業団リーグ2部優勝、1部昇格に導く。「長沼を中心に何か始めるらしい」と知った平木隆三は1957年、湯浅電池を円満退社して古河電工へ移ったほどであった。長沼は古河電工に入社した1955年に読売新聞社の後援で新設された全国都市対抗サッカー選手権大会に「東京クラブ」のメンバーとして出場して優勝している（翌年も）。
1956年、メルボルンオリンピック日本代表に選ばれたものの下痢を発症して隔離病棟に拘束され、その間にチームは1試合で敗退した。1958年、東京アジア大会日本代表。1959年、28歳で古河電工のプレイングマネージャーとなり同年実業団、都市対抗の2冠に輝いた。
翌1960年、古河電工を実業団チームとして初めて天皇杯を制覇、日本一に導く。それまでの学生サッカーの時代から、社会人サッカーの時代の始まりだった。更に翌1961年は史上初の3冠（全日本（天皇杯）、実業団、都市対抗）を達成しこの年新設された、第1回日本年間最優秀選手賞（フットボーラー・オブ・ザ・イヤー）を受賞した。
親分肌かつ人柄の良さから長沼のまわりには自然と人が集まってきたといわれ、長沼が関学、中大、古河電工と移るとともに日本サッカー界の勢力地図が塗り替えられていき、古河を強豪にしたことによって八重樫茂生、宮本征勝、川淵三郎、木之本興三、清雲栄純、岡田武史らのちの重要人物が古河入りすることになった。彼らは「長沼一家」と呼ばれた。『古河電工サッカー部史』は、「長沼が古河に入社してなかったら、歴史は変わっていただろう」と書いている。
この頃古河のプレイングマネージャーだった長沼は日本代表入りを辞退し続けたといわれ、代表出場試合数は多くはない。1960年に来日したデットマール・クラマーが、長沼の指導者としての能力に目を付け、強引に代表試合に出場させたといわれている（1961年11月28日、対ユーゴスラビア代表）。

### 日本代表監督就任
1962年、この頃のサッカーはまったく人気が無く日本代表(当時の名称は全日本)の監督といえば、ある程度の年配者が当たり前だったが、同郷で当時日本サッカー協会会長だった野津謙が大英断を下し、まだ現役選手でありながら33歳で日本代表監督（コーチ・岡野俊一郎(32歳)）に抜擢される。これは日本サッカー近代化のスタートだった。1962年12月9日に行われた日本代表対スウェーデン選抜戦が、当時まだ30代前半だった長沼監督&岡野俊一郎コーチ・コンビのデビュー戦で、同時に最古のサッカー日本代表のサポーター組織・日本サッカー狂会のデビュー戦でもあった。新体制下では、クラマーが技術面や戦術面でチームを牽引し、岡野がそれを補佐。そして人望の厚い長沼が選手を束ねるという適確な役割分担が機能し、日本代表は短期間で見違えるような進歩を遂げた。当時はバレーボール全日本女子のスパルタ指導が話題を呼んだ頃だったが、長沼の指導は現代にも通じる選手を怒るのではなく尊重した上で、対話と説得で伸ばすことを信条としていたといわれる。当時の日本代表チームは、東京に本拠を置く「丸の内御三家」の東のグループと、東洋工業と八幡製鉄の広島出身者を中心とした西のグループとがあってお互い仲が悪かったが、長沼が広島出身で西のグループにも崇拝されていたため和が保たれたといわれる。
1964年、東京オリンピックサッカーの対アルゼンチン戦での勝利は日本に空前のサッカーブームを起こし、日本サッカー界の発展に繋がるターニングポイントとなる。非公式敗者戦1回戦対ユーゴスラビアにはイビチャ・オシムがいた。引き続き代表監督として挑んだ1968年のメキシコオリンピックでは銅メダル獲得の偉業を達成した。長沼と岡野は二人で、代表選手の所属チームとの交渉、スカウティング、マッチメイク、広報活動等を行い代表チームの強化とサッカー普及に尽力した。クラマー-長沼-岡野の共同作業は、ほぼ何も無い土地に種を蒔き、開化させることに等しかった。
クラマーの提案を受け1965年から発足した日本サッカーリーグ(JSL)の創設にも岡野、西村章一、重松良典らと尽力。長沼はこの時もまだ現役選手だった。さまざまな困難、解決しなければならない問題は山積したが、「日本サッカーを上昇させるために、どうしてもやろう」という、長沼たちの決断があった。長沼は1966年のサッカー協会機関誌の座談会で、JSL発足の目的を「会社員として仕事を守りながら、高い技術のスポーツを続けていけること。サッカーの普及に役立つこと。第一線選手に日常トレーニングの目標を与え、激しい試合経験を積ませることで、国際試合への準備をすること」の三つの柱を挙げた。クラマーの提案は、ドイツの北部・南部・西部3リーグ制の地域リーグであるレギオナルリーガを想定していたが、新幹線と在来線を乗り継げば「全国リーグ」が出来ると反撥したのは長沼たちであったという。アマスポーツの全国リーグは初めてのケースで、他の競技団体からも大きな注目を浴びた。アイスホッケー、バスケットボール、バレーボールの全国リーグが翌年から追随した。JSL創成期の苦労は現在とは比べ物にならない程過酷なもので、広島などへの遠隔地への試合では「われわれには夜行列車があります」と社業に差し支えると渋る会社と交渉。週末に移動し日曜に試合をこなし、夜行で帰り月曜の朝、東京駅に着くとそのまま丸の内の会社に出社し仕事をした。部員には「絶対に寝るな」と釘を刺したという。リーグが始まって社内でも「いくら何でもかわいそうだ」という声が出て、月曜の午前中は休める会社も出てきた。それがセミプロ化への流れを作ったのではないか、と長沼は話している。その後古河は、サッカー部を廃部するという時期があったが、長沼の存在があったから廃部を救えたという。サッカーの白黒ボールの日本での導入を協会長老は反対したが、長沼たちが強行し、1965年の後期リーグ戦から導入された。
1966年、日本代表を連れヨーロッパ遠征中、せっかくだから選手にワールドカップを見せてやろうとドーバーのインド人が経営する安宿に泊まり、ワールドカップイングランド大会を自身も初観戦。またドイツ遠征中、アディダス社のアディ・ダスラー（アドルフ・ダスラー）に代表選手のシューズを作ってもらう。これが現在、麒麟麦酒（キリンビール）・キリンビバレッジと両輪で日本代表を支える有力スポンサー・アディダスと協会との長きに亘る付き合いの始まりであった。
また、長沼は後年キリンビールのスポンサー獲得も実現させている。天皇杯の決勝戦が元日国立競技場開催になったのは、明治神宮に250万人の参拝客が来るので、初詣帰りの1％でも来てもらえないか、と思案して変更したものという。1969年、日本で開催されたFIFA・AFC・JFA共催コーチング・スクールでクラマーの助手を務め、世界初のFIFAコーチライセンス取得。1970年、野津のお供でワールドカップメキシコ大会を視察。この時はロイヤルボックスで観戦し、当時の国際サッカー連盟(FIFA)会長・スタンリー・ラウスから話が出たというワールドカップ日本招致の話を野津から聞く。ワールドカップ日本招致を野津に進言したのは長沼だともいわれるが、長沼は反対していたとも言われ、この辺の経緯は不明。1960年代から海外遠征時にサッカー協会には内緒で試合のギャラを選手に還元していたという。1972年、日本蹴球協会技術委員長。1974年、同理事となり協会の法人化（財団法人日本サッカー協会に名称変更）にも奔走。日本代表監督は1976年まで歴代最長の11年間指揮を執った。国際Aマッチ監督通算最多の75試合。この頃の代表監督は契約でなく、協会の組織の中の役職のため無報酬だった。

### 日本サッカーの改革者として
当時のJFAの財政は開業医の野津会長の個人的な信用で借金を繰り返す「自転車操業」状態。代表監督を退任したこの年、長沼は協会の組織を近代化するには医師の野津会長では限界があると認識し、岡野・重松らと野津会長=小野卓爾専務理事体制の刷新を画策。三菱化成工業（現・三菱化学）社長だった篠島秀雄に会長就任を要請した。しかし篠島が1975年急逝したため篠島から推薦されていた平井富三郎（元・新日本製鐵社長）を新たに担ぎ、野津会長の後継とした。自身も専務理事となり平井会長=長沼体制として実質的に日本サッカーのリーダーとなり、そのかじ取り役を担い。日本サッカー界をリード。長沼と平井との初会談は四谷の料亭で行われたが、長沼が国産のマイカーを運転して(長沼は下戸)門をくぐると、門番に呼び止められて「お迎えの車は裏口でお待ち下さい」と言われた。高給料亭にマイカーで乗り付ける客はいないことを長沼は知らなかったのか、お抱え運転手と間違えられた。平井はサッカーには明るくなかったが、平井を迎えたのは財政の確立が至上命令であったためで、財政の確立を平井会長に進言したのは長沼だった。平井会長時代のJFAの忘年会は、代々木にある新日鐵の「山谷寮(現在は代々木倶楽部)」で行われ、1階の大広間には当時の代表監督にJFAとJSLの職員や関係者、新聞やテレビ、サッカー専門誌の記者ら80人近くがすき焼きを食べながらサッカー談義に花を咲かせた。長沼が大会社のトップを間近に見て経営の心得を実地に学んだことは大きな意味を持った。これらはサッカー誌などで「76政変」「長沼のクーデター」「無血クーデター」などと呼ばれている。「無血クーデター」というのは、この交代が揉めずにすんなり行われたため。野津らも世代交代の時期と考えていたのではといわれている。長沼がリーダーとなったことで、半世紀以上も続いてきた大学リーグ中心のサッカー協会が日本リーグを中心とする社会人チームの関係者の手に移るという大きな分岐点であった。また「丸の内御三家」の影響力がさらに強まることとなった。長沼は、平井富三郎、藤田静夫、島田秀夫と3代の会長を立てながら、実質的に激動期の改革を主導した。この頃、早稲田大学の同好会でサッカーに興じていた岡田武史を呼びつけ同大学蹴球部に入部させたという逸話も残る。加茂周の日産自動車サッカー部監督就任は、長沼らの仲介によるもの。また協会の運営を円滑に進めるため、古河の経理部門にいた小倉純二を抜擢した。小倉が「国際派」となるのは、1981年に古河電工のロンドン支店に転勤になった小倉に長沼が「日本サッカー協会国際委員（在ロンドン）」と書かれた名刺を持たせてからである。
当時の日本サッカー協会には財源確保という大きなテーマがあった。長沼はFIFAや欧州のクラブ組織を参考に、以下の3つを柱として協会の組織改革する。
- FIFAの組織に準じた専門委員会の改編[116]。
- FIFAに先じた個人登録制度（のち年齢別登録制に変更）の導入[62][98][101][103][116][117][118]。個人登録制度は長沼が平井会長に提案して、平木隆三と共に計画を練り、大谷四郎にも相談して発足させたもの[101][119]。選手個々から登録料を徴収するという提案は中体連から「子供たちから金を取るのか」[111] などと、強い抵抗を受けたが1978年から実施した[101]。付随して日本のスポーツでは初めて、天皇杯を日本のすべての加盟チームに門戸を開いた[12][62][103][120]。
- 自転車操業ともいわれた当時のサッカー協会の慢性的な赤字体質からの脱却[101]。オフィシャルサプライヤー制度を始め、デサント、アシックス、プーマと契約[116]。1977年に結成した「日本サッカー後援会」[121][122] の会費と個人登録制度、国際試合の興行収入、日本体育協会からの補助金と合わせ財政基盤確立をもたらした[116]。

同年、組織的に選手を発掘し育成するナショナル・トレーニング・センター制度を発足。
1976年と1977年に電通と組んでニューヨーク・コスモスのペレの引退試合を国立競技場で開催。特に1977年9月10日、国立競技場で対古河電工戦の後、9月14日開催の対日本代表戦（ペレ、釜本邦茂選手の引退試合）は、当時のサッカー競技最多入場者数を記録する観衆6万5,000人を集め、国立競技場が初めて満員になったといわれ、6,000万円とも、7,000万円ともいわれる純益を出した。サッカー協会が手掛けた初めての大きな興行で、1978年から実施した個人登録制度導入と合わせ以降、1億円あった累積赤字を一掃し、日本サッカー協会は赤字体質から脱却した。しかしそれまで全日本の若手合宿やソ連遠征などの費用を選手に自己負担をさせていたため、アマチュア団体であるサッカー協会が、電通と組んで有料興行を行ったことは"商業主義は是か非か"議論を起こした。
この年を境に協会は一度も赤字になることはなく、Jリーグ発足直前には40億円の金があったといわれている。同じ年、。底辺拡大のため全日本少年サッカー大会をスタートさせ、全国高等学校サッカー選手権を国立競技場での決勝など首都圏開催へ移し、全国ネットのテレビ放映で普及を図る。また日本体育協会にこれも先じて長沼が企画して始めたコーチングスクール開催、また、協会の有力スポンサー、のちのトレーニングセンター建設などで、ユース世代の指導がスムーズに行われるようになった。日本でもコーチのシステムをつくった方がいいというクラマーのアドバイスを受けて、コーチングスクール開催等、それを具体化したのは全て長沼だった。
長沼が強い意欲で長年取り組んだのがコーチ制度の確立だった。一握りの代表選手でオリンピックで銅メダルは取ったが、目指すワールドカップは気の遠くなる程遠いという認識を持ち、釜本・杉山級の選手をごっそり育てなければならない、それには優秀なコーチを全国にばらまかなければならない、将来の日本サッカーを考えると全日本だけに構ってはいられないという考えを持っていた。長沼は1969年の新聞のインタビューで、「近い目標はコーチにライセンスを出すようにすることだが、各県に最低1人でもいいからプロの専任コーチを作りたい。とにかく片手間ではサッカーの指導は出来ない。背広姿で週1回か2回指導するだけではだめだ。日本にはサッカーをやっている子供たちが20万人いる（当時）。同時に今迄チャンスの薄かったブルーカラーのサッカーマンとも接触し、各層の人たちにサッカーの面白さを味会わせたい」などと話した。その後実現させたコーチ制度の確立は日本スポーツ界では画期的な制度であった。岡野は「財政が豊かでないときに、とにかくやらなければ将来の日本はないんだということでスタートさせた、指導者をきちっとしたシステムの中で育てていかなければいけないんだというのが、健さんの一番大きな功績だったと思います」と述べている。また、協会の有力スポンサーにキリンビールが付いたのは長沼が当時、原宿の協会の部屋の窓から線路を挟んで目と鼻の先にかつて本社のあったキリンビールに「ああいう（大きな）会社に支援をお願いできないものか」と思案したのが始まりである。
1978年から始めて当初赤字を出したジャパンカップのスポンサー探しに、キリンビール社員で審判員だった久保田秀一に案件を依頼。久保田の尽力で長沼は岡野と共に代理店なしで当時の同社・小西秀次社長に直談判し冠スポンサーを実現させ、同大会は1980年第3回大会からキリンカップサッカーと名称変更となった。インターコンチネンタルカップ（トヨタカップ）日本開催実現にも協力する。1977年、セルジオ越後らの提言を受け日本ミニサッカー連盟（現在の日本フットサル連盟）発足。
1981年に日本代表監督に就任した森孝慈の要請に応え、それまで勝利給はおろか日当さえも出なかった代表チームの報酬金や宿泊ホテルを改善。これは1983年から韓国Kリーグが始まり、韓国代表選手に金銭的手当てが出るようになった影響がある。1983年、木之本のJSL事務局長抜擢に尽力した。1984年、日本のサッカー界初の引退試合「釜本邦茂引退試合 ヤンマーディーゼル対日本サッカーリーグ選抜」（国立競技場）開催に尽力。

### Jリーグ創設への舵取り
1987年、日本サッカー協会(JFA)副会長就任。同年、エリザベス2世が名誉総裁を務めるイングランドサッカー協会に倣い、高円宮憲仁親王を名誉総裁に迎える。
1989年、FIFAに2002年ワールドカップ開催の意思を伝える。森健兒、石井義信、木之本興三らと、のちに川淵が中心となって進めたプロ化推進では難色を示す長老が多くこのままでは頓挫してしまうと判断、長沼は協会内にプロ化検討委員会の設置を提案し自ら委員長（プロリーグ対策本部長）に就任、プロ化反対派に対する防波堤となり川淵らを強力にバックアップしJリーグを実現させた。博報堂がJリーグを手掛けることになったのは長沼からのリンクであるという。
当初、Jリーグ加盟へ難色を示していたマツダへのバックアップを広島県、広島市、広島財界へ自ら働きかけ
た。また愛知県は当初、Jリーグ参加に難色を示していたが、地域性から全国リーグの格好が付かないと、トヨタカップで付き合いのあった豊田章一郎に熱弁を振るいトヨタ自動車の出馬を懇請、さらに名古屋グランパスエイトから企業名を外させた事も極めて大きな意味があった。1991年、川淵を日本代表強化委員長に抜擢。日本代表のW杯出場への挑戦が、現実的な目標となったのはこの時から。
1993年、日本体育協会会長代行。同年、U-17世界選手権（現在のU-17W杯）日本招致。古河での出世のチャンスを拒み長らくサッカー協会会長職も固辞したといわれる。関係者が皆「健さんの頼みは断れない」と口を揃える磊落型の親分肌で知られた長沼は1994年、64歳で漸く日本サッカー協会会長に就任。日本代表監督経験者としては初の会長就任となった。
その後ハンス・オフト、パウロ・ロベルト・ファルカンの招聘、そして1998年フランスW杯予選途中での加茂周監督更迭、岡田コーチの昇格を英断し、ジョホールバルの歓喜・日本サッカー悲願のW杯初出場をもたらした。
また2002年日韓W杯招致では、世界30ヶ国、延べ75万キロ、地球19周を飛び回り開催を実現させた。
1996年5月31日、2002 FIFAワールドカップの日韓共催が決定し、直後に試算した結果、2か国開催によって「収入は半減・支出は不変」となることから2002年日韓W杯は赤字になると見込まれた。その赤字の補てんの為に、日韓W杯の収支試算が出た直後からJFA内で資金(ストック)を貯めていった。日韓W杯が決定した4ヵ月後の1996年9月10日に開催された日本サッカー協会（JFA）創立75周年記念の席で、「自社ビルを持ちたい」と発言し、1997年、JFAは協会設立75周年を機に「JFAアクションプラン」を策定した。その中に、当時JFA会長だった長沼は「自前のJFAハウスを持つ」と明記した(それまでJFAの事務所は常に賃借だった)。もちろん、長沼もすぐに実現するとは思っておらず、遠大な目標のつもりだった。ところが、実際に日韓W杯が終了すると、日本W杯組織委員会(JAWOC)は約130億円の黒字を計上した。その黒字の一部とJFAが日韓W杯の赤字補てんに備えて貯めていた資金(ストック)を合わせて、JFAは三洋電機株式会社が所有していたビルを2003年に購入した。この時、長沼は既にJFA会長ではなかったが、長沼が遠大な目標としてJFAアクションプランに「JFAハウスを持つ」と記してからわずか6年後に目標が実現したのだった。同年9月、この日本サッカー協会ビル(JFAハウス)にJFA事務局が移転し、同時に日本プロサッカーリーグ（Jリーグ）、日本フットボールリーグ(JFL)、日本女子サッカーリーグなど国内のサッカー事務局や関連企業も都内各地などから移転し、同年12月22日に2002年W杯を記念した日本サッカーミュージアムを開設した。困窮の時代のサッカー協会を切り盛りしてきた長沼にとってJFAハウスは長年「いつかは」と抱き続けた夢だった。
戦後日本サッカー史の歴史を変える局面全てに立ち会い、しかも重要な役割を果たしてきた人物。長沼の人生は日本サッカーの苦悩と葛藤のクロニクルそのものであった。
デットマール・クラマーは 「私は日本サッカー界に偉大な貢献をしたと言われますが、それはとんでもない話。ナガヌマのほうがはるかに素晴らしい人でした」「私はあくまで招待されたアドバイザー。銅メダル獲得には、長沼の貢献のほうが大きかった」 と話している。スポーツ報知は「今でこそ、サッカーは野球と並ぶ人気スポーツの地位を確立したが、長沼は、その礎を築き上げた最大の功労者」と評している。

### 長沼路線の功罪
フランスW杯予選前に、川淵に任命された加藤久強化委員長が加茂監督では、アジア予選を勝ち抜けないとして同監督を更迭し、後任監督をネルシーニョに決定した。当時のJFA規定では強化委員会が日本代表監督の評価を行うと明記されていた。契約交渉は最終段階に入り、残りは条件面を詰めるだけになっていたのにも関わらず、W杯誘致運動から帰国した長沼は"鶴の一声"で加茂続投を決めてしまった。さらに、その決定過程を記者会見で上手く説明出来なかったばかりか「加茂でフランスに行けなかったら辞任する」と発言したものの、加茂更迭時に自らは会長職にとどまった。更に契約交渉の最終段階で、日本代表監督契約を突然白紙撤回されたネルシーニョが"日本サッカー協会には腐ったミカンがいる"と長沼を非難したことも物議を醸し、マスメディアを大いに賑わせた。長沼が専務理事だった1984年に、当時日産自動車を率いて日の出の勢いだった関学の後輩・加茂を日本代表監督の候補に挙げながら、梯子を外した借りがあり、1992年のオフト招聘の際も、川淵強化委員長の推すオフトより加茂を抜擢したかったといわれる。また日本単独開催を目指していたW杯が、政治的妥協の結果、韓国との共催となり韓国に譲歩しすぎた事も当時極めて強い批判を受けた(だが、実際は、2002年ワールドカップの日韓共催はFIFA内の会長選挙を巡る権力闘争によって決まったのであって、共催は避けられないことであった。もし、長沼が最終的に共催の決断を下さねば、韓国の単独開催になるのは必至の情勢であった)。
これら一連の出来事により、1997年から1998年にかけ、長沼はとくに若年のジャーナリストと彼らを支持するファンからの厳しい批判にさらされ、「狼少年ケン」の横断幕が掲げられたり、競技場で大きなブーイングを浴びる事もあった。

### 晩年
1998年にサッカー協会会長職を岡野に譲って同協会名誉会長となり、日韓W杯終了後に最高顧問となった。晩年はスポーツ界全体の振興にも力を注ぎ、日本体育協会副会長として地方の大会にもこまめに足を運んだ。また、日本スポーツ少年団本部長、日本フットサル連盟会長、埼玉スタジアム2002の場長、日本ハンディキャップサッカー連盟会長などを務める。
1997年、南米サッカー連盟大勲位特別頚章受章。
2004年、旭日中綬章受章。
2005年、日本サッカー殿堂委員会委員長、及び、第1回日本サッカー殿堂。
2008年6月2日、前年から患っていた肺炎のため東京都港区の山王病院で死去、77歳没。
この日、横浜国際総合競技場で行われたFIFAワールドカップ・南アフリカ大会アジア3次予選の日本対オマーン戦において長沼の死を悼み試合開始前に黙祷が捧げられ、日本代表の選手達は腕に喪章を付けてプレーをした。試合は3-0で日本が勝利を収めて長沼への手向けとした。尚、長沼はこの日指揮を執った「監督・岡田武史」生みの親でもあった。
日本政府も多年に亙る長沼の日本スポーツ界並びにサッカー界への功労を評価し、2008年7月1日の閣議で長沼に死後叙位（正五位／叙位日付は死去日の6月2日付）を親授することを決めた。また同年11月にはアジアサッカー連盟(AFC)から生前の功績を称えて「アジアのダイヤモンド賞」が贈られている。

## 所属クラブ

### 選手歴
- 1946年-1949年 - 広島高等師範学校附属中学校・高校
- 1949年-1953年 - 関西学院大学
- 1953年-1955年 - 中央大学工学部（理工学部）
- 1955年-1966年 - 古河電工

### 指導者歴
- 1962年-1976年 - 日本代表監督（一部現役時代と重複）
- 1972年-1974年 - 日本サッカー協会技術委員長
- 1974年-1976年 - 日本サッカー協会理事
- 1976年-1987年 - 日本サッカー協会専務理事
- 1987年-1994年 - 同 副会長
- 1994年-1998年 - 同 会長
- 1998年-2002年 - 同 名誉会長
- 2002年- 同 最高顧問

## 個人成績
日本サッカーリーグ
| 国内大会個人成績 | 国内大会個人成績 | 国内大会個人成績 | 国内大会個人成績 | 国内大会個人成績 | 国内大会個人成績 | 国内大会個人成績  | 国内大会個人成績  | 国内大会個人成績 | 国内大会個人成績 | 国内大会個人成績 | 国内大会個人成績 |
| 年度             | クラブ           | 背番号           | リーグ           | リーグ戦         | リーグ戦         | リーグ杯          | リーグ杯          | オープン杯       | オープン杯       | 期間通算         | 期間通算         |
| 年度             | クラブ           | 背番号           | リーグ           | 出場             | 得点             | 出場              | 得点              | 出場             | 得点             | 出場             | 得点             |
| 日本             | 日本             | 日本             | 日本             | リーグ戦         | リーグ戦         | -                 | -                 | 天皇杯           | 天皇杯           | 期間通算         | 期間通算         |
| ---------------- | ---------------- | ---------------- | ---------------- | ---------------- | ---------------- | ----------------- | ----------------- | ---------------- | ---------------- | ---------------- | ---------------- |
| 1965             | 古河             |                  | JSL              |                  | 6                | -                 | -                 |                  |                  |                  |                  |
| 1966             | 古河             |                  | JSL              |                  | 2                | -                 | -                 |                  |                  |                  |                  |
| 1967             | 古河             |                  | JSL              | 0                | 0                | -                 | -                 | -                | -                | 0                | 0                |
| 通算             | 日本             | 日本             | JSL              | 19               | 8                | -\|\|\|\|\|\|\|\| | -\|\|\|\|\|\|\|\| |                  |                  |                  |                  |
| 総通算           | 総通算           | 総通算           | 総通算           | 19               | 8                | -\|\|\|\|\|\|\|\| | -\|\|\|\|\|\|\|\| |                  |                  |                  |                  |

## 出場大会

### アマチュア時代
- 1947年 全国中等学校選手権（優勝）
- 1948年 国民体育大会（優勝）
- 1950年 全日本選手権大会（優勝）
- 1953年 ユニバーシアード
- 1954年 ワールドカップ地区予選

### 実業団時代
- 1956年 メルボルンオリンピック
- 1960年 天皇杯（優勝）

### 代表監督時代
- 1964年 東京オリンピック
- 1968年 メキシコオリンピック（銅メダル獲得）

## 賞詞
- 1961年 日本年間最優秀選手
- 1997年 南米サッカー連盟大勲位特別頚章
- 2004年 旭日中綬章
- 2005年 第1回日本サッカー殿堂入り
- 2008年 叙位（正五位）

## 代表歴

### 試合数
- 国際Aマッチ 4試合 1得点(1954-1961)

| 日本代表 | 国際Aマッチ | 国際Aマッチ | その他 | その他 | 期間通算 | 期間通算 |
| 年       | 出場        | 得点        | 出場   | 得点   | 出場     | 得点     |
| -------- | ----------- | ----------- | ------ | ------ | -------- | -------- |
| 1954     | 2           | 1           | 0      | 0      | 2        | 1        |
| 1955     | 0           | 0           | 0      | 0      | 0        | 0        |
| 1956     | 0           | 0           | 1      | 1      | 1        | 1        |
| 1957     | 0           | 0           | 0      | 0      | 0        | 0        |
| 1958     | 1           | 0           | 0      | 0      | 1        | 0        |
| 1959     | 0           | 0           | 0      | 0      | 0        | 0        |
| 1960     | 0           | 0           | 0      | 0      | 0        | 0        |
| 1961     | 1           | 0           | 0      | 0      | 1        | 0        |
| 通算     | 4           | 1           | 1      | 1      | 5        | 2        |

### 出場
| No. | 開催日         | 開催都市 | スタジアム                 | 対戦相手       | 結果 | 監督     | 大会               |
| --- | -------------- | -------- | -------------------------- | -------------- | ---- | -------- | ------------------ |
| 1.  | 1954年03月07日 | 東京都   | 明治神宮外苑競技場         | 韓国           | ●1-5 | 竹腰重丸 | ワールドカップ予選 |
| 2.  | 1954年05月03日 | マニラ   |                            | インド         | ●2-3 | 竹腰重丸 | アジア大会         |
| 3.  | 1958年05月28日 | 東京都   | 国立霞ヶ丘競技場陸上競技場 | 香港           | ●0-2 | 川本泰三 | アジア大会         |
| 4.  | 1961年11月28日 | 東京都   | 国立霞ヶ丘競技場陸上競技場 | ユーゴスラビア | ●0-1 | 高橋英辰 | 国際親善試合       |

### 得点数
| # | 年月日       | 開催地     | 対戦国 | スコア | 結果 | 試合概要                        |
| - | ------------ | ---------- | ------ | ------ | ---- | ------------------------------- |
| 1 | 1954年3月7日 | 日本、東京 | 韓国   | 1-5    | 敗戦 | 1954 FIFAワールドカップ地区予選 |